# Simon Baz
Simon Baz is een personage en superheld uit de strips van DC Comics en een van de superhelden met de naam Green Lantern. Hij is bedacht door schrijver Geoff Johns en tekenaar Doug Mahnke, en maakte zijn eerste verschijning in The New 52 Free Comic Book Day Special Edition #1, waarin hij een cameo maakte.

## Biografie

### Achtergrond
Simon Baz is een Libanees-Amerikaanse man, geboren in Dearborn, Michigan. Simon en zijn zus Sira werden tijdens hun jeugd vaak lastiggevallen vanwege hun etniciteit. Als jongvolwassene raakte hij betrokken met straatraces. Op een dag daagde hij Nazir, de man van zijn zus en zijn beste vriend, uit tot een race. Dit liep catastrofaal af, en Nazir belandde in een coma. Simon gaf zichzelf de schuld en begon uiteindelijk auto's te stelen.

### The New 52
Toen Simon ontslagen werd, stal hij in een moment van wanhoop een auto. Terwijl hij de politie probeerde te ontlopen, ontdekte hij dat er een bom in het voertuig geplaatst was. Simon stuurde het busje naar de verlaten autofabriek waar hij werkte, wetend dat niemand gewond kon raken. De explosie werd door de overheid gezien als een terreurdaad, en Simon werd gearresteerd en in Guantanamo Bay uitgehoord. Tijdens zijn ondervraging vloog er een Green Lantern ring naar binnen, die hem selecteerde als zijn nieuwe drager. De ring brak Simon uit de gevangenis, en vloog hem naar de Florida Keys.
Simons nieuwe ring behoorde oorspronkelijk toe aan Sinestro, een vijand van de Green Lantern Corps, die onlangs opnieuw tot Green Lantern is gemaakt door de Guardians of the Universe. Hij en zijn aartsvijand Hal Jordan, de eerste aardse Green Lantern, gingen achter de superschurk Black Hand aan, een Black Lantern die de doden tot leven kan wekken. Black Hand was echter te sterk, en stuurde de twee naar een plek genaamd de "Dead Zone", waar de doden ronddwalen. Voor ze naar het duistere rijk werden verbannen, smolten hun ringen samen en gingen op pad om een vervanger te zoeken.
Simon nam het op tegen de Justice League, die geloofde dat hij Hal kwaad had gedaan, en in paniek vluchtte hij. Hij overtuigde zijn zus dat hij onschuldig was, en Sira was in staat om de oorspronkelijke eigenaar van het voertuig dat hij had gestolen op te sporen. Simon klopte bij de eigenaar aan, in een poging om met de man te praten en zo zijn naam te zuiveren. Het bleek dat de man degene was die de bom in de auto had geplaatst, en de man begon op Simon te schieten. Zijn ring beschermde hem even, maar had niet genoeg vermogen en stopte al snel met functioneren. Simon stal een pistool, en vluchtte het huis uit. De Third Army, een leger van monsters dat andere wezens infecteert bij aanraking, viel aan, en doodde de echte terrorist. Het huis werd opgeblazen, waardoor al het bewijs van Simons onschuld vernietigd werd. Simon besloot om het pistool te houden, omdat hij de ring niet meer vertrouwde.
Green Lantern B'dg kwam aan, op zoek naar Hal Jordan. B'dg hielp Simon om de twee boodschappen  die in de ring waren geïnstalleerd door Jordan en Sinestro af te laten spelen, die onthulden dat de Guardians of the Universe waren doorgeslagen en nu de Green Lantern Corps probeerden te vervangen met hun Third Army. Simon leerde hoe hij zijn ring kan opladen, en kreeg meer te weten te komen over de ring. In de veronderstelling dat de ring zijn zwager misschien kon laten ontwaken uit zijn coma, vloog hij naar het ziekenhuis en was in staat om de schade aan Nazirs hersenen te genezen.
Simon en B'dg versloegen toen samen met Guy Gardner een groep van de Third Army dat achter Guy was aangestuurd. Guy ging naar Oa om de Guardians te stoppen en Simon en B'dg confronteerden Black Hand. Dit ging echter niet erg goed, en Black Hand transporteerde Simon naar de Dead Zone, waar Sinestro en Hal nog steeds in vastzaten. In tegenstelling tot de anderen in de Dead Zone was Simon niet dood, omdat hij nog steeds de ring om had. Om zijn ring terug te krijgen, viel Sinestro Simon aan. Simon reageerde snel, en schoot hem neer met het pistool dat hij eerder had gestolen. Sinestro kon echter niet dood omdat ze in de Dead Zone waren, en werd al snel weer wakker. B'dg probeerde Simon terug te halen. Dit lukte, maar Simon was niet in staat om Hal mee terug te nemen, en was in plaats daarvan gedwongen om samen met Sinestro te ontsnappen.
Sinestro deed eerst een poging om de nieuwe Lantern te wurgen, maar gaf hem al snel geen aandacht meer. Hij vertrok, en Simon en B'dg volgden hem naar zijn thuisplaneet Korugar, die volledig vernietigd was door een nieuw gevaar, de First Lantern (Volthoom). Hij ontmoette Kyle Rayner en Carol Ferris, en ze bereidden zich voor om tegen de First Lantern te vechten. In de ultieme strijd vielen Simon en de rest van het Lantern Corps de First Lantern aan, en na een lang gevecht was hij uiteindelijk verslagen en vernietigd. Het Corps ging door met haar activiteiten in de ruimte, terwijl Simon de officiële Green Lantern van Sector 2814 werd gemaakt, de sector waar Aarde onder valt.

### DC Rebirth
Baz speelt een hoofdrol in de DC Rebirth comic "Green Lanterns", samen met de nieuwste Green Lantern, Jessica Cruz. Nadat ze allebei een door Hal Jordan opgezette trainingsoefening niet haalden, liet Hal hun krachtbatterijen samensmelten, zodat ze er alleen samen gebruik van konden maken. Hij deed dit, omdat hij zelf naar de ruimte ging om het vermiste Corps te vinden, en hij ervan verzekerd wilde zijn dat hij Aarde in goede handen achterliet. Jessica en Simon werden ook lid van de Justice League, en kregen van de professionele helden regelmatig hulp met hun training.
In het begin van hun samenwerking ging niet alles goed, maar later leerde Simon om zijn nieuwe partner te vertrouwen en de twee raakten bevriend. Na vele avonturen, waaronder een strijd tegen de Red Lantern Corps, spreekt Batman Simon aan over zijn pistool. Simon, die heeft beseft dat hij wel vertrouwen in de ring had, maar niet in zichzelf, geeft het wapen op. Batman geeft het pistool aan commissaris Gordon ter bewaring.

## Krachten en vaardigheden
Simon Baz beschikt over de krachten die elke Green Lantern bezit via de Power ring. Hieronder valt het projecteren van groene energieconstructies, vliegen, en gebruik maken van verschillende andere vaardigheden door middel van zijn krachtring die alleen door zijn verbeelding en wilskracht beperkt wordt.